# Kubrat
För andra betydelser, se Kubrat (olika betydelser).
Kubrat var en forntida kung som regerade det Storbulgariska riket mellan åren 632–665. Han anses ha skapat en konfederation av riket genom att erövra och förena olika folkstammar. Under hans regim växte riket till att omfatta ett område mellan Donaudeltat och floden Volga. Som ett resultat av sin vänskap med den byzantinske kejsaren regerade han i fred och samförstånd med det angränsande Byzantinska riket. 